# Азиатский способ производства
Азиа́тский спо́соб произво́дства (АСП, нем. Asiatische Produktionsweise) — способ производства, который предположительно существовал в Индии, Китае и арабских странах со времени появления классовых обществ и до начала XX века, характеризовался отсутствием частной собственности, наличием деспотичного государства как класса-эксплуататора и сельской общины как основной производительной единицы.
Термин был введён немецким философом Карлом Марксом, который, следуя историографической традиции XIX века, рассматривал азиатские общества в противовес европейским и особо выделял их уникальные отличия в сфере земельной собственности. Вслед за Фридрихом Энгельсом он предположил, что характерное для азиатских обществ отсутствие частной собственности было обусловлено климатическими и геоморфологическими свойствами региона: пустынные равнинные пространства требовали ирригационного орошения, которое в свою очередь предполагало сильную центральную власть, способную организовать коллективные сельскохозяйственные работы. Выражение «азиатские способы производства» (нем. Asiatische Produktionsweisen) встречается в работах Маркса лишь единожды — во введении к «Критике политической экономии», однако в других своих работах учёный неоднократно подчёркивал оригинальность азиатских обществ и противопоставлял их обществам феодальным.
Идея АСП не была оформлена Марксом как самостоятельная теория и не привлекла внимания современников философа, но зато обрела новую жизнь спустя полвека после смерти учёного в связи с развернувшейся китайской революцией, которая поставила на повестку дня вопрос о характере общества и революционных преобразований в нём. Активными сторонниками теории АСП выступили советские революционеры Бесо Ломинадзе и Лайош Мадьяр. Они указывали на отсутствие в странах Азии частной собственности и класса феодалов. Эта линия шла вразрез с линией Коминтерна, который делал основной упор на антифеодальной борьбе. Сторонники АСП были объявлены «троцкистами» и подверглись шельмованию в официальной советской прессе. В 1931 году дискуссия была насильственно завершена. Практически все участники дискуссии (по тем или иным причинам) были репрессированы и расстреляны. Второй этап дискуссии произошёл в 60-х гг. XX века. В нём приняли участие как советские, так и европейские и азиатские историки, однако окончательное решение вопроса так и не было достигнуто: сторонники теории АСП настаивали на том, что общества без частной собственности не могут считаться феодальными, тогда как противники теории указывали на то, что частная собственность существовала как право владения и распоряжения землёй.
Независимую точку зрения с начала 1970-х гг. и вплоть до самой смерти отстаивал советский историк-марксист В. П. Илюшечкин: в своих работах он утверждал, что если оперировать логикой теории формаций, а не заниматься слепым повторением цитат Маркса, то любой способ производства может быть выделен лишь по типу исторического типа производительных сил и соответствующего ему способа извлечения и распределения прибавочной стоимости. «Азиатский способ производства», согласно его мнению, ничем не отличался от феодализма, поскольку и уровень производительных сил и способ извлечения и распределения прибавочного продукта в них был одинаков.

## Маркс и Энгельс об азиатском способе производства
Карл Маркс и Фридрих Энгельс не проявляли глубокого интереса к природе восточных обществ вплоть до 1853 года. В своих работах, опубликованных до этого времени, они вслед за Гегелем и другими мыслителями Нового времени характеризовали общества Востока как архаичные, подчёркивая их отставание в развитии по сравнению с более прогрессивной цивилизацией Запада. В это время некапиталистические Китай и Индия уже попали в орбиту интересов Британии и стали сферой приложения британского капитала. Именно как жертвы капиталистического порабощения эти страны и фигурируют в работах и речах Маркса и Энгельса до 1853 года.
В 1853 году Маркс в процессе подготовки статей для New York Daily Tribune впервые обратился к изучению социально-экономической природы восточных обществ. Переписка Маркса с Энгельсом позволяет проследить формирование идеи уникальности азиатского общества, которую Маркс будет отстаивать в дальнейшем. В мае 1853 года Энгельс в письме к Марксу, касаясь вопросов истории мусульманского Востока, отметил, что социальные движения на Востоке выступали обычно в религиозной оболочке, а также то, что эти движения часто принимали форму столкновений кочевых племён с оседлым населением; Энгельс высказал также предположение, что быстрое возникновение больших городов как в древности (Вавилон, Ниневия), так и в более ближние времена (Агра, Лахор, Муттана, Дели) объясняется именно вторжениями больших масс завоевателей-кочевников. В ответном письме Маркс, обратив внимание Энгельса на то обстоятельство, что «у всех восточных племён можно проследить с самого начала истории общее соотношение между оседлостью одной части их и продолжающимся кочевничеством другой части», остановился на том, «почему история Востока принимает вид истории религий?». Маркс заключал:

Бернье совершенно правильно видит, что в основе всех явлений на Востоке (он имеет в виду Турцию, Персию, Индостан) лежит отсутствие частной собственности на землю. Вот настоящий ключ даже к восточному небу.
В своём ответном письме от 6 июня 1853 года Энгельс поддержал идею своего друга и выдвинул идею по поводу возможной причины отсутствия частной собственности в этих странах. Одну из основных причин он усматривал в географических и климатических условиях Востока, которые обусловили необходимость ирригационных работ:

Отсутствие частной собственности на землю действительно является ключом к пониманию всего Востока. В этом основа всей его политической и религиозной истории. Но почему восточные народы не пришли к частной собственности на землю, даже к феодальной собственности? Мне кажется, что это объясняется главным образом климатом и характером почвы, в особенности же великой полосой пустынь, которая тянется от Сахары через Аравию, Персию, Индию и Татарию вплоть до наиболее возвышенной части азиатского плоскогорья. Первое условие земледелия здесь — это искусственное орошение, а оно является делом либо общин, либо провинций, либо центрального правительства.

Эти мысли Энгельса Маркс целиком отразил в статье «Британское владычество в Индии» (датирована 10 июня 1853 г.). Маркс, однако, отметил, что необходимость ирригации сама по себе не ведёт к возникновению деспотий; это имело место «на Востоке, где цивилизация была на слишком низком уровне»; исключительно обширные размеры территорий также были одной из причин «вмешательства централизующей власти правительства». Затем Маркс переходит к главному пункту статьи — анализу общин, которые составляли фундамент деспотии. Маркс впервые даёт описание индийской общины и определение её основных черт, которое он воспроизводит в дальнейшем в первом томе «Капитала». Маркс пишет:

Эта элементарная необходимость экономного и совместного использования воды, которая на Западе заставила частных предпринимателей соединяться в добровольные ассоциации, как во Фландрии и в Италии, на Востоке, —где цивилизация была на слишком низком уровне и где размеры территории слишком обширны, чтобы вызвать к жизни добровольные ассоциации, — повелительно требовала вмешательства централизующей власти правительства. Отсюда та экономическая функция, которую вынуждены были выполнять все азиатские правительства, а именно функция организации общественных работ.

|  | In großen Umrissen können asiatische, antike, feudale und modern bürgerliche Produktionsweisen als fortschreitende Epochen der ökonomischen Gesellschaftsformation bezeichnet werden. (нем.) |  | В общих чертах, азиатский, античный, феодальный и современный, буржуазный, способы производства можно обозначить, как прогрессивные эпохи экономической общественной формации. |  |
|  | |  | |  |

|  | Eigentum meint also ursprünglich – und so in seiner asiatischen, slawischen, antiken, germanischen Form – Verhalten des arbeitenden (produzierenden) Subjekts (oder sich reproduzierenden) zu den Bedingungen seiner Produktion oder Reproduktion als den seinen. (нем.) |  | Собственность означает, следовательно, первоначально (и таковой она является в ее азиатской, славянской, античной, германской формах) отношение трудящегося (производящего или себя воспроизводящего) субъекта к условиям своего производства или воспроизводства как к своим собственным. |  |
|  | |  | |  |

Тем не менее, чёткие представления об эксплуатации общин государством не дали Марксу и Энгельсу оснований говорить о её классовом содержании. Община азиатского типа в качестве базиса производства господствовала, согласно Марксу и Энгельсу, на Востоке вплоть до привнесения из Европы капитализма (и даже некоторое время после). Своеобразие азиатских обществ помешало однозначно и непротиворечиво причислить их какому-либо известному типу общественного устройства. Существование государства как органа насилия, но не органа насилия господствующего класса одинаково противоречило представлениям Маркса как о «первичной» (доклассовой), так и «вторичной» (классовой) формациях. С другой стороны объяснение восточных особенностей свойствами местности, а также выведение рабовладельческого строя из разложения древних общин означает признание чисто локального значения эпохи «восточного деспотизма», её удалённости от магистрального пути прогресса человеческого общества. Не вписавшись в историческую концепцию Маркса, Восток, начиная со времени появления там государства, по сути остался за рамками истории.
- Классики марксизма
- Маркс
- Энгельс
- Плеханов
- Ленин

Г. В. Плеханов был одним из первых марксистов, кто постарался создать стройную концепцию «восточного деспотизма», основываясь на отдельных высказываниях Маркса. Вместе с тем, столкнувшись всё с теми же противоречиями и несоответствиями, что и Маркс, и ни одного из них не разрешив, Плеханов попытался их сделать органичной частью марксистской теории. Например, Плеханова, в отличие от Маркса, совершенно не смутило локальное значение «восточного деспотизма». Азиатский способ производства, в интерпретации Плеханова, был наряду с рабовладением только одним из двух возможных вариантов перехода от первобытного общества к классовому. Здесь Плеханов вносит уточнение в формационную теорию: формирование одной формации из недр предшествовавшей — это только один из вариантов формационного развития. Формации не обязательно должны быть последовательны — с тем же успехом они могут быть и параллельны друг другу. «Логика экономического развития феодального способа производства, — пишет Плеханов, — привела к социальной революции, знаменовавшей собою торжество капитализма. Но логика экономического развития, например, Китая или древнего Египта вовсе не вела к появлению античного способа производства. В первом случае речь идёт о двух фазах развития, одна из которых следует за другою и порождается ею. Второй же случай представляет нам скорее два сосуществующих типа экономического развития».
Вопрос о причинах отличий западного от восточного путей развития Плеханов вслед за Марксом решает ссылкой на роль природного фактора: «И если эти два типа [азиатский и античный типы экономического устройства] весьма значительно отличаются один от другого, то их главные отличительные черты сложились под влиянием географической среды, в одном случае предписывавшей обществу, достигшему известной ступени роста производительных сил, одну совокупность производственных отношений, а в другой — другую, весьма отличную от первой». Но, опять-таки в отличие от Маркса, Плеханов не смущается несоответствием географического детерминизма и марксистского понимания истории и снова пытается совместить одно с другим. По мнению Плеханова, на ранних этапах истории производительные силы общества находятся в зависимости от природы тем более тесной, чем ниже их уровень развития. «…Свойства географической среды, — пишет Плеханов, — обусловливают собою развитие производительных сил, развитие же производительных сил обусловливает собою развитие экономических, а вслед за ними и всех других общественных отношений».
Столь же эклектичной оказалась предпринятая Плехановым интерпретация классовой теории и концепции государства. В отличие от Маркса Плеханов рассматривал взаимоотношения государства и непосредственных производителей на Востоке как классовые. Правительственный аппарат при азиатском способе производства представлял собой, по версии Плеханова, не просто совокупного эксплуататора, а именно класс эксплуататоров. Классовые отношения государственного аппарата и общинников как раз и составляют, в представлении Плеханова, базис азиатского способа производства. С другой стороны, отношений частной собственности, на которых строился классовый антагонизм восточных обществ, Плеханов, как и Маркс, не нашёл. Соответственно, объяснить происхождение государства на Востоке иначе, чем Маркс — то есть как следствие хозяйственных нужд — Плеханов не смог. Но снова то, в чём Маркс видел несоответствие с собственными теоретическими установками, Плеханов делает продолжением марксистской концепции. По версии Плеханова, классический взгляд, что «государство является организацией господства одного общественного класса над другим или над другими… едва ли выражает полную истину». «В таких государствах, как Китай или древний Египет, — продолжает Плеханов, — где цивилизованная жизнь была невозможна без очень сложных и обширных работ по регулированию течения и разлива больших рек и по организации орошения, возникновение государства может быть в весьма в значительной степени объяснено непосредственным влиянием нужд общественно-производительного процесса». Господствующие классы в странах Востока заняли привилегированное положение, как думает Плеханов, «именно благодаря государственной организации, вызванного к жизни нуждами общественно-экономического процесса». Государство здесь, как и на Западе, тоже выполняет функции классового насилия, однако, в отличие от Запада, возникает не вследствие классового расслоения, а, наоборот, классы появляются как, своего рода, побочный продукт государства. Но тогда получается, что классы на Востоке — чисто политическое образование. Они, следовательно, не составляют в восточных обществах социально-экономического базиса и не могут быть положены в определение азиатской формации. Экономическая основа восточного общества сохраняется прежняя — оставшаяся от архаической эпохи. Линия Плеханова, если проводить её последовательно, прямо противоречила сути теории Маркса.
Сам Плеханов при всём этом не использовал термин «азиатский способ производства». Данный термин впервые после смерти Маркса был использован Лениным, который в работе «Доклад об Объединительном съезде Российской социал-демократической рабочей партии» выступил с критикой Плеханова по вопросам национализации земли:

По логике Плеханова отсюда следует, что ввести национализацию, значит облегчить реставрацию московской Руси. Но такая логика есть именно софизм, а не логика, или игра в слова, без анализа экономической основы явлений или экономического содержания понятий. Поскольку в московской Руси была (или: если в московской Руси была) национализация земли, постольку экономической основой её был азиатский способ производства. <…> Национализацию, основанную на азиатском способе производства, он смешал с национализацией, основанной на капиталистическом способе производства.

## Ход первой дискуссии в СССР

### Предыстория
В советской научной литературе до периода «больших дискуссий» сосуществовали различные точки зрения по вопросам общественного строя Востока. Часть историков вслед за Э. Мейером и Г. Масперо считали, что на Древнем Востоке господствовал феодализм. Такой точки зрения придерживался и академик Б. А. Тураев и, поначалу, его ученик В. В. Струве. В учебниках по историческому материализму первой половины 1920-х годов фиксировалась следующая периодизация исторического процесса. Было принято различать в первобытном обществе фазы первобытного коммунизма и родовой общины, в феодальных обществах рабовладельческие и крепостнические системы хозяйства, в капиталистическом обществе — стадии торгового, промышленного и финансового капитализма. Европейский и восточный феодализм не разделялись и не противопоставлялись друг другу.
- Востоковеды, отмечавшие самобытность китайского общества до начала дискуссии
- А. А. Иванов
- Е. С. Варга
- А. Я. Канторович
- В. А. Гурко-Кряжин

При этом часть историков отстаивала тезис о коренной специфике восточного общества, об отсутствии частной собственности на землю, всеобщем равенстве соседских или даже родовых общин, надклассовости государства и т. п. Такие положения встречались в книгах и статьях Н. В. Кюнера и В. В. Бартольда. В 1920 году востоковед В. А. Гурко-Кряжин так описывал реалии современного ему Китая: «Вплоть до настоящего времени общественно-политический строй Китая является не чем иным, как разросшейся до чудовищных размеров и совершенно закостеневшей архаической патриархальной организацией. Основной клеткой общества здесь является не сословие, не община, не класс, а семья и на высшей ступени — род». Е. С. Варга (сам ссылающийся в этом случае на М. Вебера) выступил в 1925 году со статьёй, в которой говорилось об особом китайском обществе, с крестьянством, владеющим землёй «в большинстве случаев» родами, с господствующим классом «грамотеев», с патриархальным мирным государством, возникшим из общественной потребности регулирования водоснабжения. Ту же картину рисовал в статье 1926 года А. Я. Канторович. Похоже описывал экономический уклад Китая Волин.
В 1925 году Д. Б Рязанов (на тот момент директор Института марксизма-ленинизма) впервые с момента публикации работы Ленина напомнил о том, что К. Маркс писал об азиатском способе производства.

### Бухарин и единый фронт с Гоминьданом (1926 год)
С начала 1920-х гг. Коминтерн вслед за Лениным характеризовал экономический строй Китая как «полуколониальный и полуфеодальный». Выступая с докладом на II конгрессе Коминтерна (19 июля — 7 августа 1920), В. И. Ленин заявил, что многие страны, где господствуют докапиталистические социально-экономические отношения, могут перейти к социализму, «минуя капиталистическую стадию развития». Феодальные пережитки признавались, но на них не делался акцент.
Однако после начала болезни Ленина, а именно с конца июля 1922 года, и по мере укрепления позиций Сталина Коминтерн берёт курс на построение единого антиимпериалистического фронта в союзе с Гоминьнданом. Вплоть до событий апреля 1927 года Коминтерн не акцентировал внимание на феодальных пережитках Китая, чтобы не вызывать раздражение гоминьдановцев (чья социальная база как раз и складывалась с землевладельцев). Так, на XV конференции ВКП(б) в октябре 1926 года Н. И. Бухарин выступил с докладом о проблемах китайской революции. Говоря о предпосылках революции, он не упоминал ни феодализм, ни феодальные пережитки. В то время он характеризовал господствующий в Китае тип общественных отношений как «срастание форм торгового и ростовщического капитала с формой полуфеодальной аренды». Бухарин постулировал необходимость проведения аграрной реформы, но при этом признавал, что это неизбежно повлечёт «шатания» в правом крыле Гоминьдана, а вслед за ним — развал единого фронта:

Несмотря на то, что центральной задачей остается задача изгнания иностранных империалистов, несмотря на огромную важность сохранения единого национально-революционного фронта, все же нужно приступить к проведению аграрных реформ и организации крестьянства; выведения на сцену вот этого огромного крестьянского резерва требуют насущные интересы китайской революции, которая только начинает входить в фазу более глубокой дифференциации современной классовой борьбы. Само собой разумеется, что это будет связано с некоторыми неприятными вещами в смысле дальнейшего колебания правой части Гоминдана. Само собой разумеется, что эта постановка вопроса может быть связана с опасностями известной «левизны»,— против чего нужно бороться, — то есть с тенденциями преждевременно перескочить на другого конька и преждевременно разорвать общенациональный блок. Против этого нужно бороться. Тут положение чрезвычайно сложное, и сформулировать его можно таким образом: стоя на почве борьбы единым национально-революционным фронтом против иностранного империализма, необходимо в то же самое время проводить аграрную реформу, подводя таким образом широкий крестьянский базис под китайскую революцию.

На VII пленуме ИККИ, в декабре 1926 года, Бухарин всё так же не упоминал об аграрной реформе, но при этом акцентировал внимание на важности единого антиимпериалистического фронта.
Куда более острые формулировки проникли в «Резолюцию VII Пленума Исполкома Коминтерна по вопросу о положении в Китае от 16 декабря 1926 года», в которой в отличие от «аграрной реформы» Бухарина речь уже шла об «аграрной революции», и которая была свободна от сетований о возможности распада антиимпериалистического блока. В частности, в ней говорилось:

Развитие национально-революционного движения в Китае в настоящее время упирается в аграрную революцию. Экономика китайской деревни представляет картину теснейшего переплетения многочисленных пережитков полуфеодального характера с элементами развивающегося капитализма. <…> Классовая борьба в китайской деревне в силу объективных обстоятельств имеет тенденцию развиваться в следующих направлениях: против иностранного империализма, против китайского милитаризма, против остатков крупного землевладения, против джентри, против торгового ростовщического капитала и отчасти против кулацкой верхушки крестьянства.<…> Для того чтобы окончательно свергнуть милитаристов, необходимо развертывать как часть борьбы с империализмом экономическую и политическую борьбу крестьянства, составляющего подавляющее большинство населения. Опасение, что обострение классовой борьбы в деревне ослабит единый антиимпериалистский фронт, неосновательно. <…> Отсутствие смелого подхода к аграрному вопросу, сопровождающегося поддержкой всех объективных политических и экономических требований крестьянских масс, опасно для революции. Отказ от постановки вопроса об аграрной революции на видное место в программе национально-освободительного движения из боязни нерешительного и неверного сотрудничества одного слоя капиталистического класса является неправильным. Это не революционная политика пролетариата. Коммунистическая партия должна быть свободна от таких ошибок.

И только 4 апреля 1927 года, за несколько дней до Шанхайской резни и «контрреволюционного переворота» Чан Кайши, в докладе на активе Московского Комитета партии Бухарин вспомнил о феодализме в Китае.

### Радек и теория торгового капитализма в Китае (июнь 1926 года — март 1927 года)
Вразрез с официальной позиции Коминтерна в 1927 году резко выступил Карл Радек. Вплоть до лета 1926 года он всецело поддерживал линию ИККИ в Китае и как один из официальных коминтерновских «китаеведов» играл видную роль в её пропаганде. Несмотря на участие в левой, троцкистской, оппозиции и горячую полемику со сталинистами по вопросам, касавшимся бюрократизации партии, хозяйственного строительства в СССР и победы социализма в одной стране, во всем, что относилось к Китаю, он, по существу, стоял на точке зрения Сталина, а соответственно, и Бухарина. Раскол с Чан Кайши в марте 1926 года и дальнейшее развитие ситуации в Гуандуне, приведшее к частичной утрате китайскими коммунистами своей политической независимости в ГМД, заставило Радека засомневаться в правильности китайской политики Политбюро. 22 июня 1926 года он подготовил довольно острый полемический материал по этому вопросу — «Об основах коммунистической политики в Китае» — и ознакомил с ним товарищей по оппозиции. В этом документе он указал на «беспрерывные трения», возникавшие между КПК и ГМД, объяснив их тем, что обе организации начинали превращаться в массовые партии. В создавшейся обстановке, продолжал он, дальнейшее пребывание компартии в Гоминьдане не способствовало развитию революции, а лишь ослабляло её. Позиция Радека привлекла внимание Троцкого, и с этого момента позиции двух оппозиционеров по китайскому вопросу начинают сближаться.
Чтобы обосновать необходимость разрыва с Гоминьданом, Радек (по утверждению Никифорова, под влиянием М. П. Жакова) предложил оригинальную концепцию истории Китая. В серии лекций, подготовленных для Университета трудящихся Китая им. Сунь Ятсена в конце 1926 года, он постулировал, преобладание феодальных отношений имело место в Китае только до III в. до н. э. После этого якобы началась борьба торгового капитала за господство, закончившаяся на рубеже XIII—XIV в в. его победой. Затем последовало ослабление торгового капитала, связанное с распадом Монгольской империи и, соответственно, утратой Китаем огромного внешнего рынка. (В этом, как считал Радек, и заключалась причина последующего отставания Китая от Запада.) Новое усиление торгового капитала началось, с точки зрения Радека, с 40-х гг. XIX	в., под воздействием иностранного капитализма. Опираясь на эту гипотезу, Радек в итоге формулировал мысль о том, что, хотя современный капитализм и охватил только приморские районы Китая, в целом эпоха китайского феодализма отошла в прошлое; в применении к Китаю 20-х гг. XX	в. нельзя было говорить даже об остатках феодализма. В китайской деревне, утверждал К. Радек, преобладают не феодальные, а торговые поместья, «преобладает купец, который сдаёт землю в аренду по простой причине: процент, который он получает от вложенного капитала а землю — равен, по крайней мере, 18 %». В связи с этим он пришёл к важному выводу о том, что главным фактором разложения китайского крестьянства был торгово-ростовщический капитал и этот торговый капитал является главным рычагом разложения крестьянства:

Мы имеем дело в Китае с остатками феодального хозяйства в некоторых областях Маньчжурии и др. Мы имеем в Китае не только феодальные формы аренды, но даже рабские формы аренды… Но это есть формы, которые не могут скрыть того факта, что класс, который пользуется этими формами для эксплуатации крестьян, это не старые феодальные помещики, а помещики, вышедшие из буржуазии, из купеческого слоя, из чиновничества. Когда на заре капиталистического развития купцы венецианские и флорентийские тоже пользовались рабским трудом (весь Ближний Восток был местом, откуда они получали своих рабов), то эта форма эксплуатации была не феодальная, а капиталистическая.

Без гипотезы нельзя идти в работу по изучению китайской истории. И я взял на себя смелость выставить эту гипотезу с тем, что через 20 лет меня, может быть, будут расстреливать за неправильную гипотезу.
Помимо лекций данная концепция (в концентрированном виде) была представлена Радеком в его докладе «Спорные вопросы китайской истории», с которым он выступил 26 ноября 1926 года в Обществе историков-марксистов при Коммунистической академии. Она вызвала оживленную, но в целом дружескую научную дискуссию.
11 марта 1927 года в «Известиях» была опубликована часть статьи Радека «Во вторую годовщину смерти Сун Ятсена», где он писал о возникновении в Китае нового класса помещиков, «не имеющего ничего общего с феодализмом». Эта идея была несовместима с тогдашними представлениями о классах китайского общества, поэтому в последующих номерах, вопреки обещанию газеты, продолжения публикации не последовало. 10 марта 1927 года заседание бюро президиума Комакадемии приняло решение: «поставить в воскресенье 13 марта в связи с годовщиной смерти Сунь Ят-Сена доклад т. Радека „Движущие силы китайской революции“ со вступительным словом т. Раскольникова. Доклад поставить от имени коммунистической академии». На том же заседании было также принято решение о том, что «стенограммы докладов, зачитанные в Комакадемии, представляют собственность академии и должны печататься лишь по специальным постановлениям соответствующих органов Комакадемии. В случае признания докладов, не подлежащих печатанию, — они остаются в архивах академии и не выдаются докладчику». Как отмечал Ю. М. Иванов, прочитанный Радеком доклад положил начало дискуссии, и хотя её участники постоянно на него ссылались, он так и не был опубликован: «По-видимому, Комакадемии сочла доклад не подлежащим публикации. О нём даже не упоминалось в „Вестнике коммунистической академии“ за 1927 год. Что же касается архива, то в результате многочисленных „чисток“ его материалы за 1920-е годы оказались почти полностью уничтоженными».
Идеи Радека не были сугубо научными, они имели далеко идущее политическое значение: вывод об отсутствии феодализма и преобладании буржуазии облегчал ему возможность перенести на отсталый Китай схему социально-экономических отношений, характерную для капиталистических государств. В этой связи тезис об «отсутствии» в китайской деревне остатков феодализма был особенно принципиален: опираясь на него, можно было относить всю буржуазию в лагерь реакции. Сам Радек интуитивно подозревал о важности выводов и допустил, что когда-то они могут стоять ему жизни: «через 20 лет меня, может быть, будут расстреливать за неправильную гипотезу». Как отмечал российский историк Панцов, «его не расстреляют. Он будет зарезан в тюрьме после того, как сталинский суд, на котором ему припомнят его участие в оппозиции, приговорит его к десяти годам лишения свободы. Это случится раньше, чем через 20 лет, в 1939 г.».

### Раскол с Гоминьданом. Борьба с Радеком (апрель-май 1927 года)
В апреле 1927 года произошёл раскол единого фронта Компартии Китая и Гоминьдана, которые просуществовал три года и окончился Шанхайской резни, организованной Чан Кайши (апрель 1927 года). Это событие ознаменовало крушение политики Коминтерна, которая проводилась с конца июля 1922 года и была направлена на построение коалиции с антиимпериалистическими силами в Китае (включая буржуазию). Переворот Чан Кайши не только поставил вопрос о судьбе революции в Китае, но и потребовал от советского руководства радикального пересмотра идеологической риторики — Иосиф Сталин, ранее активно поддерживающий союз коммунистов с Гоминьданом и не требовавший вовлечения крестьянства в революционную борьбу, теперь заявлял, что провал китайской революции — вина Троцкого и троцкистов, которые недооценили феодальные пережитки в Китае и значимость крестьянства (окончательный раскол с Троцким произошёл несколькими месяцами ранее, в декабре 1926 года). Согласно исследованиям А. В. Панцова, Троцкий, который впоследствии заявлял, что был единственным, кто «с самого начала» выступал против союза Гоминьдана и КПК, вплоть до 1926 года признавал, что «организационное сожительство Гоминьдана и компартии было правильно и прогрессивно для определённой эпохи». Вместе с тем он действительно был первым, кто открыто и решительно потребовал разрыва с Гоминьданом после первого антикоммунистического выступления Чан Кайши 20 марта 1926 года.
В 1927 году, на апрельском заседании Московского Комитета Бухарин выступил уже с феодальной концепцией докапиталистического Китая, но ещё без уверенности в существовании частной земельной собственности в современном Китае. Формулировка «помещичьего землевладения», помещичьего феодализма в современном Китае появится лишь на VIII пленуме ИККИ.
24 мая 1927 года, через месяц после Шанхайской резни, Сталин выступил на VIII пленуме исполкома Коминтерна. В докладе «Революция в Китае и задачи Коминтерна» он обрушил резкую, детально обоснованную критику на Троцкого. Троцкий предстал главным виновником поражения китайской революции. Сталин обвинил его в том, что он преступно недооценил удельный вес «пережитков феодализма». При этом Сталин выгодно подчёркивал правоту Н. И. Бухарина, по мнению Сталина, видевшего эти пережитки, таким образом линии Троцкого противопоставлялась линия Коминтерна, которая, якобы, «учитывала наличие феодальных пережитков в Китае как преобладающей форме гнёта, связь феодальных пережитков с феодализмом». Тогда же ИККИ поставил новые задачи перед китайской революцией. В разделе «Вопросы китайской революции» появилась формулировка «кризис национально-освободительного движения в Китае». При этом отмечалось, что сама революция перешла на высшую ступень развития, для которой характерны противостояние блока империалистов и феодалов блоку рабочих и крестьян. В параграфе «Организация рабочих и крестьянских масс и основные задачи китайской компартии» присутствовала следующая, решающая многие трактовки китайской истории формулировка: «Аграрная революция, включающая конфискацию и национализацию земель — таково основное, внутреннее, социально-экономическое содержание этапа».
В мае 1927 года тогдашний представитель компартии США в Коминтерне Йожеф Погань (более известный под псевдонимом Джон Пеппер) выступил со статьёй о китайской революции в «Правде». Статья была направлена на критику востоковедных концепций К. Б. Радека. Пеппер критиковал концепции торгового капитала в Китае и отрицал возможность самостоятельного генезиса китайского капитализма. Он был убеждён, что в основе китайской экономики лежит нечто «дофеодальное», то есть, «азиатская система производства». Это был первый случай, когда концепция «азиатского способа производства» появилась в широкой прессе.

### Расцвет и закат политической судьбы АСП
Азиатский способ производства, который за все годы существования советской власти упоминался лишь дважды (в статье Рязанова и в статье Пеппера) совершенно неожиданно возник в аграрной программе Коммунистической партии Китая (ноябрь 1927 года):
|                                                  | 中国的农业经济与土地关系，不但和现代资本主义的欧美不同，并且和欧洲中世纪时代(资本主义前期)的土地关系也不同。这种差异的最重要的前提，实在就是中国生产之自然界的环境与中国历史发展之特殊条件……造成中国这样的社会经济制度——就是马克思列宁所称为‘亚洲式的生产方法’制度。中国如此之多的小农经济，实际上不相关连，可是中国很早便有貌似统一的国家政权，这种国家政权的物质基础之一，便是人工灌溉。中国官僚制度的作用向来非常之大，这个原因便在于此……此后经过很长期的无政府状态，经过非常残酷的阶级战斗，然后最终的形成所谓亚洲式的生产方法。中国的国家用从细小的许多诸侯采邑变成亚洲式的专制政权，有极发达的官僚制度。农业与农民的家庭工业(纺织等)相联结，又使亚洲式的生产方法有很大的内部稳定的状态……过渡于新的生产方法，发展全国的生产力，农业技术的进于更高的阶段，在现时都阻碍于这旧社会制度的遗毒” (кит.) |  | Известное стечение исторических обстоятельств привело к образованию общественного хозяйственного строя в Китае, который Маркс и Энгельс и вслед за ними Ленин называли азиатским способом производства... Удельные княжества и сословное землевладение в основном разрушаются в раннем периоде китайской истории (в III в. до н. э.), и после длительного периода анархий, после жесточайших классовых битв окончательно складывается так называемый азиатский способ производства... Азиатскому способу производства придало большую внутреннюю устойчивость соединение земледелия с крестьянской домашней промышленностью (производство пряжи и ткачества). Переход к новому способу производства, развитие производительных сил страны, переход земледелия на более высокую ступень техники упираются в настоящее время в пережитки этого строя» |  |
| аграрная программа Коммунистической партии Китая | |  | |  |

Появление формулировки АСП в программе КПК советский востоковед-историограф В. Н. Никифоров связывал с именами Лайоша Мадьяра и Бесо Ломинадзе, которые прибыли в Китай летом 1927 года, однако подлинных свидетельств этого влияния не сохранилось. В конце того же года Бесо вернулся в Москву и уже здесь на XV съезде ВКП(б) (2 — 19 декабря 1927 года) рьяно отстаивал концепцию АСП. Он заявил:

Я считаю, что феодализмом тот тип общественных отношений, который имеется в китайской деревне, можно называть лишь весьма условно и с той оговоркой, что он очень мало походит на европейское средневековье. Пережитки этого своеобразного китайского феодализма, который лучше было называть, как Маркс называл, азиатским способом производства, и являются причиной, порождающей острейшую классовую борьбу в деревне.

Несмотря на острую полемику на съезде общий тон дискуссии оставался товарищеским. Бухарин, пытаясь оградить Ломинадзе от параллелей с Радеком в заключительном слове дал ёмкую характеристику позиции первого, тем самым отделим Ломинадзе от Радека:

Главный спор идет о том, есть ли он вообще. Этот спор связан ближайшим образом и с оценками классов. Ибо отрицание феодализма связывалось (у Радека, например) с отрицанием наличия класса помещиков, из чего, в свою очередь, вытекали дальнейшие последствия. Тов. Ломинадзе же центр тяжести перенес на формы феодализма и сделал это так, что почти все присутствовавшие зачислили его в лоно отрицателей феодализма в Китае.

Если в Китае нет ни феодализма (голоса: «Ни буржуазии»), ни буржуазии (голос: «Ни Гоминдана»), ни профсоюзов, если куда-то провалилось 100 млн человек населения в Китае, то спрашивается, кто же там против кого борется? (Смех.)
В 1928 году VI съезд компартии Китая, проходивший в Москве (18 июня — 11 июля 1928 года), официально отверг содержавшееся в проекте аграрной программы положение об азиатском способе производства. Съезд выступил против определения социально-экономического строя деревни как «азиатского способа производства» либо как переходного строя от АСП к торговому капитализму. Решения съезда противопоставлялись резолюции ноябрьского пленума ЦК КПК 1927 года и проекту резолюции КПК по аграрному вопросу. В резолюции же говорилось, что все ключевые признаки АСП противоречат действительности Китая. Как объяснял Миф, «признание существования и господства остатков азиатского способа производства в Китае противоречит лозунгу национализации земли — основному политическому лозунгу, поскольку при АСП земля уже национализирована».
Компромиссная формулировка об азиатском способе производства всё же вкралась в резолюцию Шестого конгресса Коммунистического интернационала (17 июля по 1 сентября 1928 года): «Колониальные и полуколониальные страны (Китай, Индия и т. д.) и страны зависимые (Аргентина, Бразилия и пр.), с известными зачатками, а иногда и со значительным развитием индустрии, недостаточными, однако, в большинстве случаев, для самостоятельного социалистического строительства, страны с преобладанием феодально-средневековых отношений или отношений „азиатского способа производства“ как в экономике страны, так и в её политической надстройке, наконец, с сосредоточением в руках иностранных империалистических групп важнейших промышленных, торговых, банковских предприятий, основных средств транспорта, земельных латифундий и плантаций и т. д».

### Научная дискуссия вокруг АСП

#### Книга Мадьяра (1928)
В 1928 году полемика вокруг азиатского способа производства с высоких партийных трибун перенеслась на страницы печати и научные конференции. Зачинателем дискуссии здесь вновь выступил Ломинадзе, который на страницах журнала «Большевик» продолжил отстаивать свою позицию. Там же он анонсировал грядущий выход книги Лайоша Мадьяра, с которой был явно знаком ещё до выхода из печати. Главным фактическим подкреплением теории азиатского способа производства служили написанная Л. И. Мадьяром в Китае и изданная в Москве в 1928 году монография «Экономика сельского хозяйства в Китае».
С резкой критикой Мадьяра выступил другой молодой советский востоковед Иолк, который в объёмной, 24-й страничной статье, посвящённой критике Мадьяра, отмечал следующее: «В особом „восточном“ обществе, согласно т. Мадьяру, крестьянству противостоят в качестве господствующего и эксплуатирующего класса … жрецы, учёная бюрократия („литераты“) и т. д. Господствующим классом эти „бывшие слуги“ общины, согласно тов. Мадьяру, становятся в силу своих функций „организаторов“ орошения. Само возникновение классового общества объяснено „необходимостью организации искусственного орошения“. Таким образом, не отношение к средствам производства, что является действительно основой классообразования, кладётся тов. Мадьяром в основу определения класса, а организаторская функция. Совершенно очевидно, что это противоречит марксистско-ленинскому учению о классах».
Иолк стал первым, кто обратил внимание на то, что понятие «способ производства» встречается у Маркса в двух значениях: "В общих чертах,—пишет там Маркс,—азиатские, античные, феодальные и современно-буржуазные способы производства могут быть рассматриваемы как прогрессивные эпохи экономической формации общества. Сторонники «азиатского» способа производства исходят из неправильного русского перевода «Предисловия», преподносящего нам вместо «азиатские и т. д. способы производства»—"азиатский способ производства". Неточность перевода выясняется при сличении с оригинальным текстом Формулировка Маркса: «азиатские, античные и т. д. способы производства, как прогрессивные эпохи экономического формирования общества» выдвигает вопрос о том, в каком значении в данном случае Маркс пользуется самим термином «способ производства»: в широком ли смысле слова, имея в виду определённую общественную форму производства, историческую классовую структуру общества, или в более узком смысле часто встречающегося у Маркса понимания способа производства как общественно-технического способа труда (ср. в «Капитале»: мелко-крестьянский способ производства, крупно-машинный, мануфактурный способ производства и т. д.).

#### Книга Дубровского (1929)
Самая нетривиальная попытка разгрома «азиатчины» с марксистских позиций была предпринята специалистом по аграрному вопросу, сотрудником Крестинтерна Сергеем Митрофановичем Дубровским. Его монография в десять печатных листов называлась «К вопросу о сущности „азиатского способа производства“, феодализма, крепостничества и торгового капитала». Её необычность том, что С. М. Дубровский, борясь за чистоту марксизма, предложил ввести формационную схему из 9 формаций. Это было практически автономное от марксистской теории формаций исследование. В своей книге С. М. Дубровский несколько раз повторил интересный тезис о совмещении категорий власти и собственности в средневековом обществе. С. М. Дубровский прочно связывал теорию АСП с меньшевизмом и троцкизмом; автор много и подробно цитировал Г. В. Плеханова, Л. Д. Троцкого и поэтому его книга весьма интересна, как источник о дискуссии 20-х. При этом в полемике автора с оппонентами преобладали политические обвинения.
Публикации книги предшествовал доклад (автореферат книги) во ВНАВ, в социологической секции в Ленинграде весной 1929 года. Обсуждения продолжались на двух заседаниях, 17 и 24 мая. Экстравагантный, резкий в формулировках, методологически спорный доклад С. М. Дубровского подвергся острой критике. Оппоненты с азартом приняли участие в развернувшейся академической дискуссии. Л. И. Мадьяр назвал результаты работы С. М. Дубровского «чудовищным перечнем».
Материалы данной дискуссии публиковались в журнале «Историк-марксист» в 1930 году. Они заняли большую часть этого толстого журнала. В обсуждении приняли участники специалисты ленинградских и московских востоковедческих заведений — А. Малышев, Л. И. Мадьяр, А. Ефимов, П. Кушнер, А. Ломакин, И. Сольц, И. Татаров, А. Удальцов и др. Сторонников и противников теории АСП было примерно поровну. Поскольку основная критика предназначалась С. М. Дубровскому, сторонники теории АСП пытались использовать данную дискуссию для пропаганды своих взглядов. Основные усилия они концентрировали на доказательстве марксистского происхождения данной теории.
Именно Дубровский в стремлении доказать правоту своей концепции любыми путями предпринял попытку отождествить сторонников АСП с троцкистами, против чего решительно стали протестовать современники из числа участников дискуссии. Так А. И. Ломакин в одном из своих выступлений утверждал:

Дубровский утверждает, что концепция азиатского способа производства есть концепция троцкистская. Минц, который сам признавался ещё весной и даже осенью прошлого года, что имеет лишь отдаленное знакомство с азиатским способом производства… легко поддался словесным уверениям Дубровского и тоже считает, что концепция азиатского способа производства действительно есть концепция троцкистская. Так ли это? Всякий, у кого память о боях с троцкистской оппозицией не отшиблена, помнит, что именно троцкисты в лице Радека самым решительным образом выступали против концепции азиатского способа производства. В чём заключалась основная установка Радека? В том, что он отрицал наличие национализации земли в древнем Китае, считая это конфуцианским предрассудком. И при этом Радек выступал против сторонников учения Маркса об азиатском способе производства ещё решительнее, чем Дубровский, хотя бы потому, что Радек все же знал конкретную историю Китая, неверно, правда, её понимая, а Дубровский вовсе не знает конкретной истории ни одной восточной страны. Кроме того Радек утверждал, что в Китае всегда существовала частная земельная собственность и что руководителем всего исторического процесса был торговый капитал. Спрашивается: что же здесь есть общего с концепцией азиатского способа производства? Решительно ничего. А ведь Радек являлся крупнейшим теоретиком троцкистской оппозиции в вопросах китайской революции, пытавшимся исторически обосновать троцкистские взгляды на ход китайской революции и тактику коммунистов в ней.

Кроме этого он подчеркнул, что компромиссная формулировка об АСП была принята на Шестом конгрессе Коммунистического интернационала, что по сути делало троцкистами весь состав Интернационала.
Обвинение в троцкизме укоренилось в историографии, и в 1962 году американский исследователь Константин Штеппа с абсолютной уверенностью увязывал сторонников АСП с троцкизмом.

#### Кокин и Папаян (1930)
В 1930 году вышла книга двух выпускников Ленинградского восточного института М. Д. Кокина и Г. К. Папаяна «„Цзин-тянь“. Аграрный строй древнего Китая» (1930 г.) под редакцией и с большой вступительной статьёй того же Л. И. Мадьяра (введение Мадьяра составляло треть от самой книги, от чего саму работу Кокина и Папаяна рецензенты в шутку называли послесловием к работе Мадьяра). Относить экономическое устройство древнего Востока к феодальной формации — несмотря на чёткое представление об определённом их сходстве — все трое отказывались из-за отсутствия класса феодалов и феодальной собственности на землю. В то же время Кокин и Папаян проводили строгое разграничение между античными обществами, основанными на рабовладении, и восточными странами, в которых «рабство могло существовать, но не оно давало основной тон.., играя подчинённую роль».
Главным противником гипотезы азиатского способа производства выступил Е. С. Иолк.

#### Дискуссии в Тифлисе, Баку, Ленинграде (1930—1931)
1931 стал временем последних открытых дискуссий сторонников теории АСП со всевозрастающим числом приверженцев феодализма. Одна из дискуссий состоялась 24-26 мая в Тифлисе, в региональном востоковедческом центре при Академии наук Грузинской ССР. На ней присутствовали не столько востоковеды, сколько партийные и политические работники, с целью дать оценку и отпор попыткам всевозможным «ревизиям марксизма». По результатам дискуссии была оперативно издан стенографический отчёт под редакцией А. А. Болотникова и С. Е. Сефа. Организаторы дискуссии стремились дискредитировать востоковедение в целом, противопоставив его марксизму. Во введении к отчёту сказано, что так называемое «востоковедение, это псевдонаучный винегрет буржуазных лингвистов и филологов (и только очень редко историков) удовлетворить нас не в коей мере не может». В начале заседаний участники ещё раз раскритиковали в целом неудачную книгу С. М Дубровского. Но главная тяжесть сокрушительной критики обрушилась на теорию АСП и на основного докладчика, экономиста Т. Д. Берина. Т. Д. Берин делал доклад о докапиталистических формациях на Востоке. С пылом обречённого он доказывал, что механистическое толкование способа производства, и отождествление АСП и феодализма закрывает дорогу к пониманию экономического развития Азии. Т. Д. Берин нашёл мужество сказать, что современные коммунисты попали в плен буржуазных схем западноевропейского феодализма. Автор отстаивал полезность «марксистско-ленинской концепции АСП» в революционных боях. Берин сделал предположение, что имущественные отношения в докапиталистических формациях совпадали с производственными. В конечном итоге это приводило к тому, что: «основной и решающий признак феодализма — это крупное землевладение при мелком раздроблённом земледелии… а на Востоке (им было) — политическое отношение зависимости». Фактически Берин стоял на пороге формулировки слияния власти и собственности в докапиталистических обществах. Таким образом, по его мнению, существовало три докапиталистические формации: рабство, крепостничество и «политическое отношение зависимости» (АСП), который следовал за рабовладельческим строем.
В том же 1931 году в Лейпциге вышла книга немецкого востоковеда Карла Виттфогеля (впоследствии — ярого антимарксиста) под названием «Экономика и общество Китая. Попытка научного анализа крупного азиатского аграрного общества», в которой автор утверждал: «Пренебрежение марксовой концепцией способа производства привело к тому, что ряд марксистских исследователей открыто рассматривал, а иногда и прямо отрицал то, что Маркс называл „азиатским способом производства“». Виттфогель планировал раскрыть понятие АСП во втором томе своей книги, но этот том так никогда и не был опубликован.

#### Завершение дискуссии (1931)
В 1931 году было опубликовано известное письмо И. В. Сталина в редакцию журнала «Пролетарская революция», в котором исподволь указывалось на прекращение любых дискуссий, в том числе и в исторической науке. Письмо Сталина было воспринято как руководство к действию. Так в 1931 году в журнале «Проблемы марксизма» (1931 № 8-9) была опубликована статья А. Новикова, М. Кокина, Д. Смирнова «Против реакционного востоковедения», полная нападок и политических обвинений на классическую ориенталистику. Во второй половине тридцатых волна репрессий захлестнула и обвинителей, и обвиняемых. В годы репрессий погибли почти все участники дискуссий: М. Волин, П. А. Гриневич (погиб в 1938 году), Е. С. Иолк (погиб в 1937 году), А. Я. Канторович (погиб в 1937 году), М. Кокин (погиб в 1937 году) и Г. Папаян (погиб в 1937 году), Л. И. Мадьяр (погиб в 1937 году), П. А. Миф (погиб в 1937 году), Джон Пеппер и многие другие. Н. И. Конрад принадлежал к числу редких «счастливчиков», отсидевших «всего» с 1938 по 1941. Репрессии не затронули лишь В. В. Струве, который благодаря созданной им «пятичленке» оказался на гребне академической волны. В 1931 году дискуссии по проблеме АСП прекратились. Победила точка зрения, что в ведущих странах Востока на протяжении докапиталистического периода господствовали феодальные отношения.

### «Пятичленка» Струве и прекращение дискуссии
В ходе дискуссии об азиатском способе производства основной спор шёл о том, было ли древневосточное общество феодальным, либо принадлежало к АСП, о его принадлежности к рабовладельческому способу производству речь не шла. Лишь в 1932 году В. В. Струве «гениально» предугадал, что на Востоке было рабовладение:

Для правильного решения вопроса о формации древневосточного общества необходима самостоятельная проработка всего дошедшего до нас материала, раскопанного в древнейших слоях городищ Ближнего Востока. <…> Определение, которое получится в результате проделанной работы, будет совпадать с тем определением древневосточного общества, которое дал ещё в 1887 году Энгельс: «В азиатской и классической древности преобладающей формой классового угнетения было рабство, то есть не столько экспроприация земли у масс, сколько экспроприация их личностей».

Спустя более полувека с момента выступления Струве российский историк Ю. И. Семёнов, анализируя заявление советского академика, не без иронии отмечал: «Спрашивается, зачем же нужно проводить самостоятельную проработку всего фактического материала для выяснения характера строя Древнего Востока, когда результат и так заранее ясен?».
В 1933 году В. В. Струве выступил в Ленинграде, а затем в Москве с известным докладом «Проблема зарождения, развития и разложения рабовладельческих обществ древнего Востока», изданным вместе с текстом прений в 1934 году. В ходе прений против концепции Струве выступили другие видные востоковеды, включая Лурье и Богаевский, которые отметили сомнительность построений автора, который несколькими годами точно так же отстаивал точку зрения о существовании АСП на Древнем Востоке.
Переломный момент произошёл в том же 1933 году, когда И. В. Сталин выступил на съезде колхозников-ударников с речью, в которой была высказана идея о революции рабов в древности. Она якобы ликвидировала рабовладельческую эксплуатацию, ознаменовала переход к феодально-крепостническому строю. Различия между рабовладельческой и феодальной формацией Сталин определил по разнице правового положения и по формам эксплуатации рабов и крепостных. Тезис Сталина был активно подхвачен, появились исследования о революции рабов. Концепция Струве о доминировании рабовладения пришлась к месту и в скором времени она стала доминирующей. Переломным моментом, с которого можно говорить о победе концепции В. В. Струве, можно считать 1935—1940 годы, когда концепция эта была положена в основу учебников и задуманной перед войной «Всемирной истории». В статье «Китай в V—III вв. до н. э.», которая вошла во второй том издания, отмечалось, что часть исследователей рассматривают экономический строй Китая в описываемую эпоху как феодальные, тогда как другая часть — как раннерабовладельческие.

## Дискуссия в Японии
В 1928 году появилось исследование Хаттори Сисо — «История Мэйдзи исин», в котором впервые в японской литературе упоминалось об «азиатском способе производства». Упоминание было сделано в связи с «тайной замкнутой сельской экономики» периода сёгуната Токугава. В 1929 году Эйтаро Норо также затронул вопрос об «азиатском способе производства» в своей статье, посвящённой отношениям земельной собственности и аграрной революции, последовавшей за реставрацией Мэйдзи. В этой работе Норо определил японский феодализм как «феодальный строй, характеризуемый азиатским способом производства».
Собственно же дискуссия по проблеме азиатского способа производства началась в Японии несколько позже. Она развернулась под непосредственным влиянием работ советских учёных, выдвигавшихся ими различных точек зрения. С ними молодые японские марксисты стали основательно знакомиться начиная с 1927 года: тогда им стала известна статья Д. В. Рязанова, написанная в 1925 году и напоминавшая о том, что именно писал К. Маркс об азиатском способе производства. В 1929—1934 гг. в Японии были переведены и изданы основные работы по этой проблематике Е. С. Варги, Л. И. Мадьяра, Е. С. Иолка, П. П. Мифа, М. С. Годеса, С. И. Ковалёва, Г. А. Сафарова и др., опубликованы конкретные исследования В. В. Струве и других советских востоковедов. В 1932 году была издана в японском переводе стенограмма ленинградской дискуссии об азиатском способе производства, состоявшейся в 1931 г.
Дискуссия по данному вопросу прошла два этапа. На первом этапе (1927—1932 гг.) происходило торопливое заимствование концепций советских востоковедов и предпринимались поспешные попытки интерпретации японского исторического материала на основе тех или иных «чужих» идей. Первое время на взглядах большинства японских авторов сказалось влияние точки зрения М. С. Годеса и других исследователей, рассматривавших азиатский способ производства как азиатский вариант феодализма. Эта «феодальная» концепция продолжала оказывать своё влияние на ряд японских историков и в начале второго этапа дискуссии.
В мае 1930 года Тэрасима Кадзуо первым из японских исследователей выступил в печати со своим собственным теоретическим построением. В частности он утверждал, что Маркс обычно применял слово «азиатский» при характеристике первобытно-общинного строя, и заменил термин «азиатский способ производства» более общей дефиницией «первобытно-общинный строй».

## Вторая международная дискуссия

### Преддверие дискуссии （1957-1964）

#### Преддверие дискуссии в Европе
Выход в 1956 году в США книги Карла Августа Виттфогеля, некогда известного марксиста, друга Советского Союза, ныне — заядлого антимарксиста, «ренегата», который давал показания во время маккартистских судов против коммунистов, вызвала новый виток интереса к проблеме характера китайского общества на Западе (в Советском Союзе о книге ничего не знали).
В 1957 году в ГДР со статьёй «Проблемы периодизации древней истории: включение древнего Востока и древней Америки во всемирно-историческое развитие» выступила Лизелотта Вельскопф-Генрих. В её статье проблематика азиатского способа производства была затронута уже более основательно. Вельскопф акцентировала внимание на особенностях, отличающих, по её мнению, общества древнего Востока от античности: значительно меньшее развитие рабства (она считает, что для древнего Востока не подходят понятия рабства не только «классического», но и «патриархального»), отсутствие частной собственности на землю, значительная экономическая роль центральной государственной власти, «коллективные» формы эксплуатации, когда государство, «Высшее единство», эксплуатирует сельские общины. Е. Вельскопф полагала, что особенности древнего Востока были Порождены необходимостью «больших ирригационных работ», которые осуществлялись под руководством государства.
В следующем 1958 году появляются две работы, в той или иной степени затрагивающие проблематику азиатского способа производства: в Каире вышла монография Ибрагима Амира (араб. ابراهيم عامر‎) «Земля и феллах. Аграрный вопрос в Египте (араб. الأرض والفلاح : المسألة الزراعية في مصر‎)», в Будапеште — Ференца Тёкеи «Характер земельной собственности в Китае эпохи Чжоу». В первой из них проводится мысль об отсутствии частной собственности на землю как в древнем, так и в средневековом Египте. Во второй анализируется комплекс особенностей, характеризующих общество эпохи Чжоу. Ф. Тёкеи полагает, что последнее не может рассматриваться ни как рабовладельческое, ни как феодальное. Однако он ещё не характеризует эпоху Чжоу как период господства азиатского способа производства. Тёкеи только приближается к подобному выводу. С его точки зрения, частная собственность на землю в царстве Чжоу отсутствует (в этом он видит особенность Китая), собственность не является ни «античной», ни «германской», а является «азиатской».
В 1961 году к признанию концепции азиатского способа производства склоняется французский марксист-африканист Жан Сюрэ-Каналь. Он полагает, что последовательность рабовладельческого и феодального обществ не отвечает фактическим данным истории Африки, что в наиболее развитых районах данного континента в доколониальный период господствовал азиатский способ производства.
В 1963 году статья чешского синолога Тимотеуса Покоры «Существовало ли в Китае рабовладельческое общество?» (1963) вновь ставит под вопрос применение концепции рабовладельческого строя к древнему Китаю. Опять выражается сомнение в правомерности перенесения на Китай той схемы развития, которая была сформулирована на основе изучения Запада. В конце статьи Т. Покора делает вывод, что для изучения древнего Китая, в особенности имея в виду новый фактический материал, надо обратиться к понятию «азиатский способ производства». В том же, 1963 году в Ханое была опубликована работа Нгуен Лонг Витя «Что такое азиатский способ производства?». В ней была дана обширная библиография марксистских исследований и выступлений по проблеме азиатского способа производства, появившихся в Советском Союзе, Китае, Японии после дискуссий конца 20-х — начала 30-х годов. По мнению Нгуен Лонг Витя, азиатский способ производства вообще не следует трактовать как способ производства в собственном смысле этого слова. Азиатский способ производства — это особый «социальный режим», а именно режим сельских азиатских общин. Нельзя отождествлять этот режим ни с рабством, ни с феодализмом, ибо речь идёт о категориях разного уровня: в одном случае речь идёт о режиме социальной жизни сельских общин (азиатский способ производства), а в других — о собственно способе производства (феодализм, рабовладение).

#### Преддверие дискуссии в Советском Союзе
В Советском Союзе, где книга Виттфогеля не была переведена и опубликована, толчок для параллельного развития дискуссии дал доклад Хрущёва на XX съезде КПСС. В 1957—1958 годы начались первые, достаточно осторожные попытки молодых советских востоковедов оспорить ортодоксальную пятичленную схему.
Смелая, оригинальная интерпретация формационной схемы была предложена молодым исследователем из Красноярского педагогического института Ю. И. Семеновым. В 1957 году в «Учёных записках Красноярского пединститута» была опубликована его статья «К вопросу о первой фазе классового общества». Автор решительно ставил вопрос о поиске реальных основ производства и принципах организации древневосточных обществ. Ю. И. Семенов предлагал известную схему совмещения рабовладельческого и феодального укладов «для всех исторических народов». Так, Ю. И. Семенов вы- двинул гипотезу феодального характера отношений родовой аристократии и земледельческого населения древней Греции. Особенностью статьи являлась уверенная доказательная интонация автора, основанная на прямом цитировании выдержек общеизвестных, признанных работ советских историков 1938—1955 годов — Авдиева, Грекова, Дьяконова и др. В этих книгах и статьях автору удалось собрать такое количество «исключений из правил», касающихся синхронного сосуществования элементов разных укладов, что их вполне хватало на серьёзную научную гипотезу.
В шестидесятые годы Ю. И. Семенов несколько раз переосмысливал и по новому формулировал типологию форм эксплуатации. Его первая гипотеза сводилась к идее «двуединого способа производства», феодально-рабовладельческого,
как наиболее характерного для раннеклассовых обществ. Но автор стремился вписать свою концепцию в марксистскую парадигму. Для этого Ю. И. Семенов специально выделил три стадии технологического развития производительных сил, по
одной на каждую докапиталистическую формацию. По его гипотезе, между раннеклассовыми обществами и капитализмом пролегли эпохи-стадии «бронзовый век» (IV—II тыс. до н. э.), «ранний железный век» (I тыс. до н. э. — I тыс. н. э.) и «среднежелезный» век. По его мнению, двуединая формация была характерна для обществ, в которых процесс классообразования пришёлся на «бронзовый век» IV—II вв. до н. э.. Таким образом, структура восточных обществ определялась сплетением технико-производственных и природных факторов. С позиции автора, двуединная формация и есть современное выражение концепции АСП.
Свою гипотезу Ю. И. Семенов высказал за несколько месяцев до публикации чехословацкой рецензии на «Всемирную историю», которая увидела свет в 1958 году и произвела большой резонанс среди советских востоковедов. Чехословацкие историки П. Олива, Я. Буриана, И. Фрэла, Т. Покора указывали, что длительная дискуссия о характере древнекитайского общества по существу незакончена. Ввиду этого, по их мнению, следовало поставить вопрос о том «являлось ли рабовладение в Китае действительно завершенным этапом общественного развития, или эта историческая категория соответствовала чуть ли не всему историческому прошлому Китая, и меняла свой размах в зависимости от изменявшихся объективных условий». Чехословацкие историки считали, что вариант совмещения рабовладельческих и феодальных элементов в «обществе азиатского типа» позволило бы разрешить многие имеющиеся противоречия в рамках общей марксистской концепции.

### Второй этап （1964-1967）

#### Дискуссия в Европе
Второй этап дискуссии открыл журнал «Le Pensee», № 114. Значительная часть данного номера (пять статей из семи) посвящена азиатскому способу производства. Это, конечно, не было случайностью, ибо ещё 1962 году во французском Центре марксистских исследований была организована рабочая группа по проблемам азиатского способа производства. В результате французские марксисты и их философский журнал стали играть ведущую роль в дискуссии. В 114-м номере «Пансэ» центральное место занимала большая статья Ж. Шено «Азиатский способ производства: некоторые перспективы исследования». Ж. Шено попытался дать определение азиатского способа производства и показать его существенные черты. Шено исходил из того, что азиатский способ производства «характеризуется сочетанием производительной активности сельских общин и экономического вмешательства государственной власти, которая одновременно эксплуатирует общины и управляет ими». В соответствии с этим предлагалось и новое название для данного способа производства — «деспотически-сельскообщинный». Кроме рассмотренной статьи в том же, 114-м номере «Пансэ» были помещены небольшая заметка Шарля Парэн и статья Ференца Тёкеи «Азиатский способ производства в работах К. Маркса и Ф. Энгельса». В первой подчеркивалась актуальность проблемы азиатского способа производства, кратко описывался ход дискуссии и высказывались некоторые соображения о дальнейших исследованиях. В статье Тёкеи был сделан обзор работ основоположников марксизма, в которых упоминается термин «азиатский способ производства», а также тех, где речь идет о специфических особенностях экономики стран Востока. В этом же номере журнала были помещены библиография работ К. Маркса и Ф. Энгельса по проблематике азиатского способа производства, составленная Морисом Годелье, а также краткая библиография марксистских работ по проблемам азиатского способа производства, вышедших в последние годы, составленная Ж. Шено.
В 1965—1966 гг. Ш. Парэн и Ф. Тёкеи развили свои идеи новых публикациях: Ш. Парэн — в статье «Предыстория Средиземноморья и азиатский способ производства», Тёкеи — в монография «Об азиатском способе производства». 1967 год стал пиком дискуссии по количеству публикаций, посвящённой теме АСП. После этого дискуссия пошла на спад. В процессе второго этапа дискуссии остро возник вопрос не только о том, что считать азиатским способом производства, но и что считать способом производства вообще. Марксисты Франции и Германии обнаружили, что у них нет полного понимания и согласия в критериях выделения способа производства, без которого вопрос о количестве способов производства не имеет шанса на разрешение.

#### Параллельный ход дискуссии в Советском Союзе
Началом нового, бурного подъёма дискуссий об АСП стал 1964 год, и вновь её центром стали московские востоковедные институты и некоторые другие подразделения АН СССР. Началось с того, что два из старейших, маститых советских академиков, Е. С. Варга и В. В. Струве, открыто, громко заявили о реальном историческом существовании АСП. Одновременно среди научной общественности распространялись публикации французских исследователей из журнала «Le Pensee». Широкое обсуждение последних развернулось на VII Международном конгрессе антропологических и этнографических наук в Москве в августе 1964 года, на котором всем участникам были розданы тезисы М. Годелье, Ж. Сюре-Каналя и В. В. Струве.
Несмотря на обилие высказанных гипотез об особом азиатском обществе или особой стадии развития, какой-либо целостной, общепринятой, разделяемой хотя бы несколькими исследователями теории АСП не существовало. Востоковеды по-разному понимали и использовали термин АСП:
- АСП как последняя стадия первобытнообщинной формации.
- Раннеклассовое общество типа Мали (И. Л. Андреев)
- Классовое антагонистическое общество во главе с бюрократической знатью, основанное на ирригации, принципиально отличное от рабовладения и феодализма (Л. А. Седов)
- Особая общественно-экономическая формация, либо одна из разновидностей единой докапиталистической формации (Э. О. Березин)
- Сочетание двух первичных линий классовых противоречий рабовладения и феодализма (Л. С. Васильев, Ю. И. Семенов)
- Стадия или форма феодализма.

Участники дискуссии были едины в своём неприятии классической «пятичленки», однако в вопросе того, чем её заменить, к единому выводу прийти не смогли.

## Комментарии
1. ↑  Ломакин Аркадий Иосифович —  советский историк. Родился 4 апреля 1901 года в селе Борисовка Курской губернии в семье священника. Выпускник реального училища, рано занялся политической деятельностью. В декабре 1917 г. он вступил в РКП(б), стал одним из организаторов Курского союза рабочей молодежи, делегатом I съезда РКСМ, на котором был избран в состав ЦК комсомола. В последующие годы Ломакин побывал во многих местах страны — работал секретарем Курского укома партии и губкома комсомола, политработником в 13-й армии, членом Дальневосточного бюро ЦК РКСМ в Чите и Владивостоке, секретарем Смоленского и Николаевского губкомов комсомола, заведующим отделом ЦК комсомола Украины. Осенью 1924 г. по путевке ЦК РКП(б) Ломакин поступил на курсы марксизма-ленинизма при Комакадемии, а через год — на историческое отделение ИКП. По окончании учебы ему поручили подготовку 16-го тома второго издания собрания сочинений Ленина, научную работу в секторе лениноведения ИМЭЛ при ЦК ВКП(б). Но вскоре в связи с борьбой против «право-левацкого блока С. И. Сырцова — В. В. Ломинадзе» бывший «левак» получил строгое партвзыскание и был отправлен в Ташкент руководителем кафедры истории партии местного комвуза. С апреля 1931 г. — заместитель заведующего культпропотделом Средне-азиатского бюро ЦК ВКП(б) и фактический руководитель Среднеазиатского Института истории революции. Лишь летом 1933 г. Ломакин вернулся в Москву, где работал заведующим группой истории СССР Института истории Комакадемии и заведующим кафедрой истории партии Высшей школы профсоюзного движения. В ноябре 1936 г. он был исключен из партии за «неразоблачение врага народа» — своей жены Люции Джапаридзе. Парторганизация Института истории АН СССР сочла, однако, возможным оставить его на работе в институте. Арестован 10 августа 1937 года. Два допроса, очная ставка с бывшим секретарем ЦК РКСМ В. Г. Фейгиным — и 15 декабря 1937 г. Ломакин предстал перед закрытым заседанием Военной коллегии Верховного Суда СССР по обвинению в причастности к троцкистской террористической организации. Ломакин мужественно защищался, признав только, что хранил две тетради собственных выписок из книг Л. Д. Троцкого «Моя жизнь», «Перманентная революция» и «Русская революция», которые читались членами семьи Джапаридзе. По приговору (10 лет заключения с последующим поражением в политических правах на 5 лет и конфискацией имущества) был отправлен в исправительно-трудовой лагерь. Дальнейшая его судьба по имеющимся документам не прослеживается.